# Lamotte-Warfusée
Lamotte-Warfusée és un municipi francès situat al departament del Somme i a la regió dels Alts de França. L'any 2007 tenia 566 habitants.

## Demografia

### Població

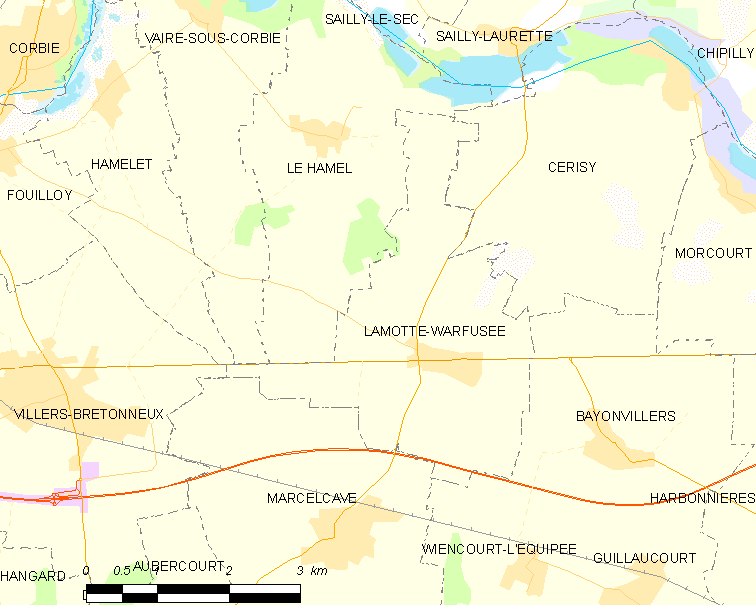
mapa del municipi

El 2007 la població de fet de Lamotte-Warfusée era de 566 persones. Hi havia 218 famílies de les quals 44 eren unipersonals (28 homes vivint sols i 16 dones vivint soles), 63 parelles sense fills, 95 parelles amb fills i 16 famílies monoparentals amb fills.
La població ha evolucionat segons el següent gràfic:
Habitants censats

### Habitatges

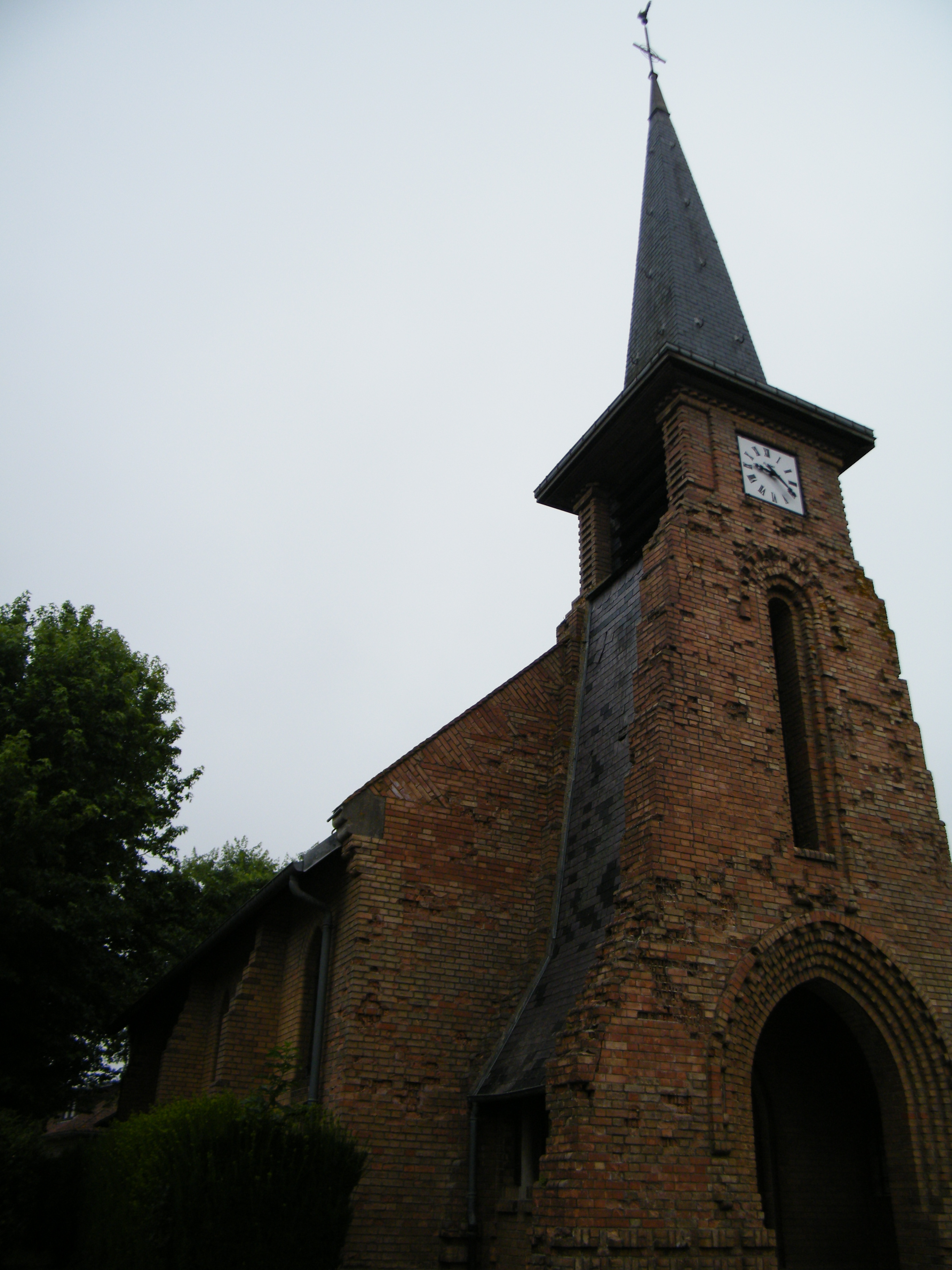
Església de Sant Pere

El 2007 hi havia 230 habitatges, 215 eren l'habitatge principal de la família, 5 eren segones residències i 10 estaven desocupats. Tots els 230 habitatges eren cases. Dels 215 habitatges principals, 180 estaven ocupats pels seus propietaris, 29 estaven llogats i ocupats pels llogaters i 6 estaven cedits a títol gratuït; 15 tenien dues cambres, 35 en tenien tres, 56 en tenien quatre i 109 en tenien cinc o més. 151 habitatges disposaven pel capbaix d'una plaça de pàrquing. A 85 habitatges hi havia un automòbil i a 110 n'hi havia dos o més.

### Piràmide de població

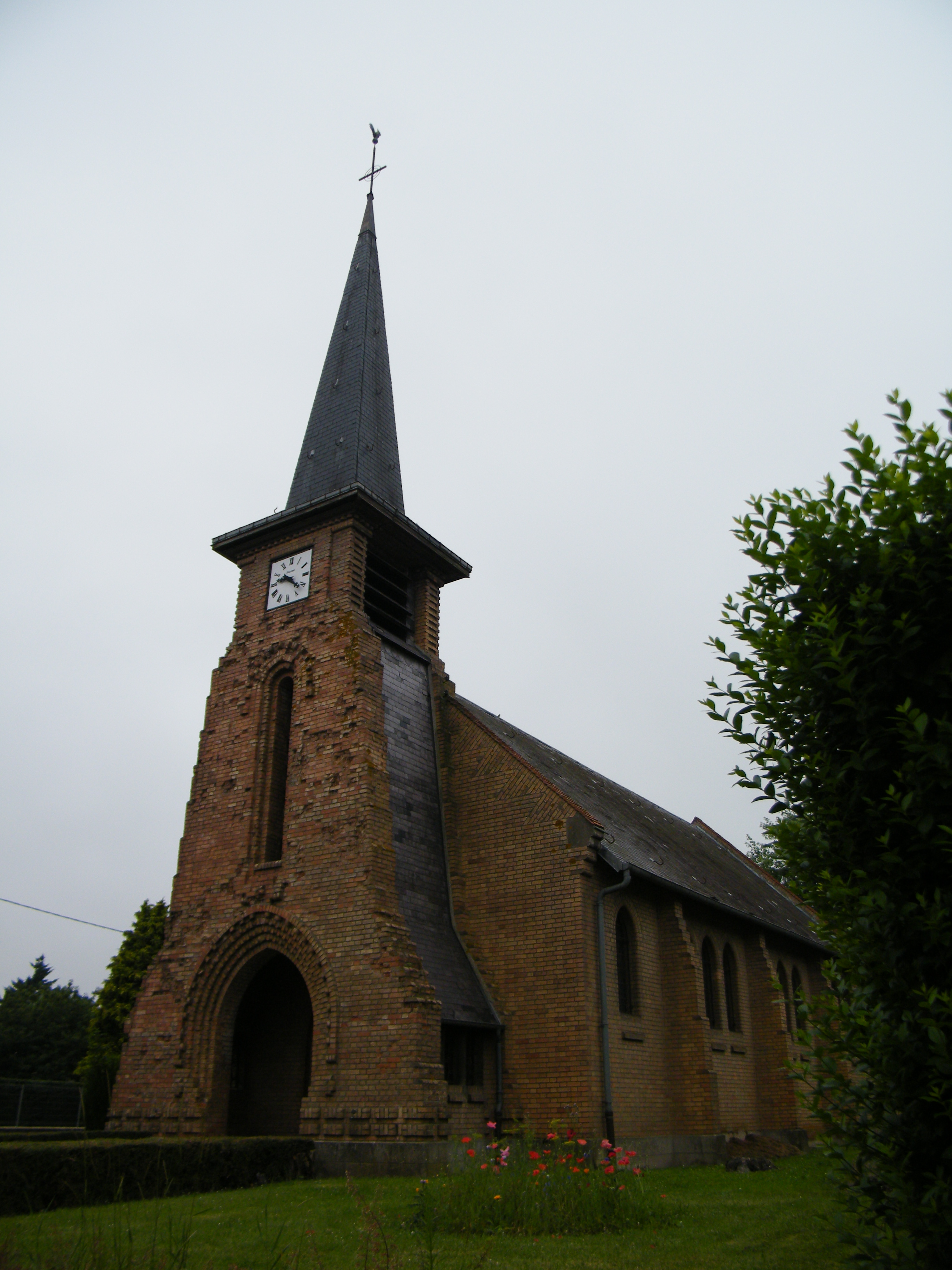
església

La piràmide de població per edats i sexe el 2009 era:
| Homes | Edats   | Dones |
| ----- | ------- | ----- |
| 0     | 95 o +  | 0     |
| 0     | 90 a 94 | 0     |
| 0     | 85 a 89 | 4     |
| 4     | 80 a 84 | 0     |
| 12    | 75 a 79 | 20    |
| 4     | 70 a 74 | 4     |
| 16    | 65 a 69 | 20    |
| 4     | 60 a 64 | 12    |
| 8     | 55 a 59 | 0     |
| 16    | 50 a 54 | 12    |
| 28    | 45 a 49 | 12    |
| 16    | 40 a 44 | 12    |
| 40    | 35 a 39 | 20    |
| 20    | 30 a 34 | 36    |
| 32    | 25 a 29 | 12    |
| 24    | 20 a 24 | 8     |
| 4     | 15 a 19 | 28    |
| 24    | 10 a 14 | 16    |
| 16    | 5 a 9   | 16    |
| 12    | 0 a 4   | 12    |

## Economia

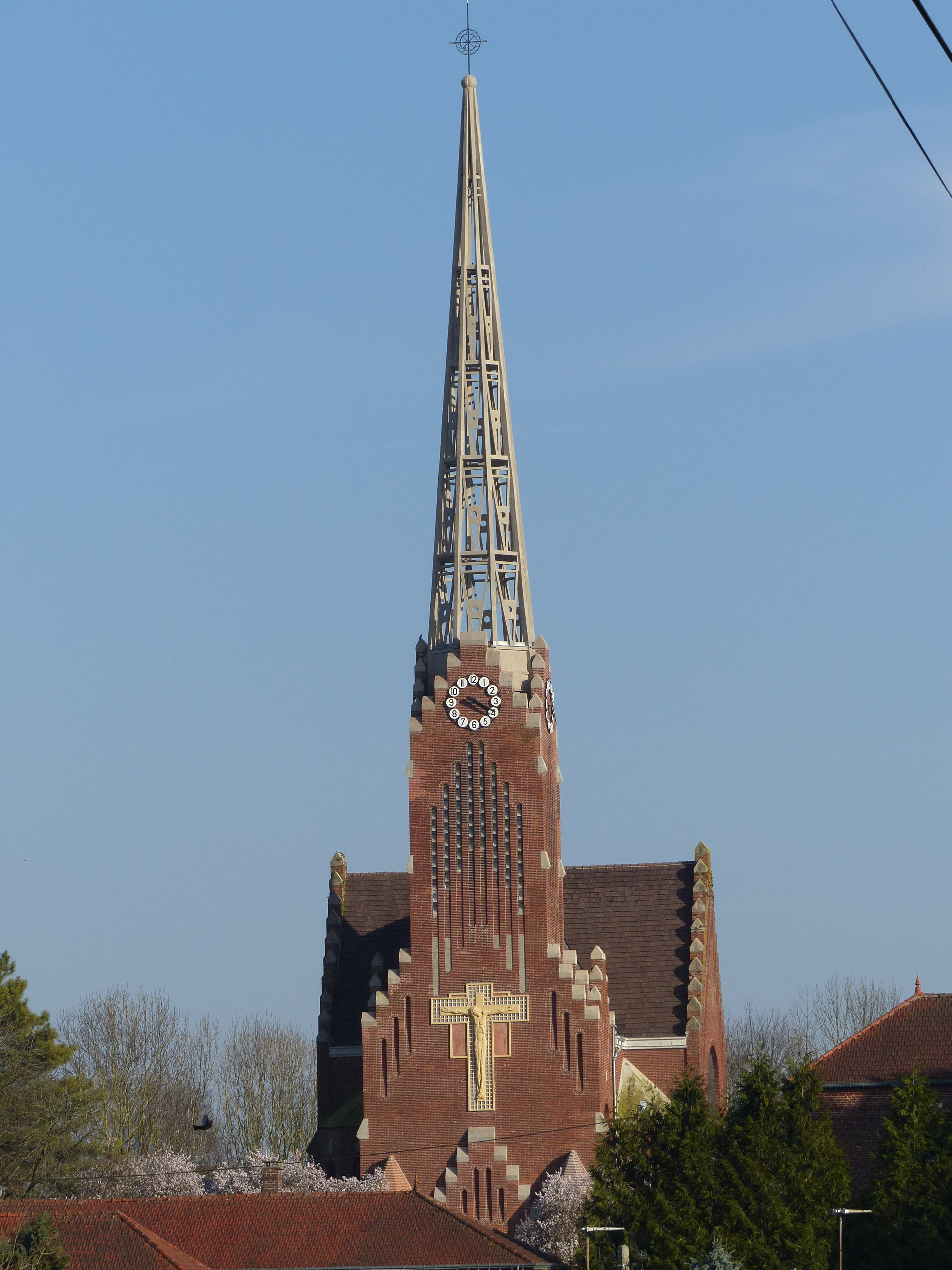

El 2007 la població en edat de treballar era de 371 persones, 265 eren actives i 106 eren inactives. De les 265 persones actives 250 estaven ocupades (131 homes i 119 dones) i 16 estaven aturades (7 homes i 9 dones). De les 106 persones inactives 43 estaven jubilades, 30 estaven estudiant i 33 estaven classificades com a «altres inactius».

### Ingressos
El 2009 a Lamotte-Warfusée hi havia 234 unitats fiscals que integraven 615,5 persones, la mediana anual d'ingressos fiscals per persona era de 18.599 €.

### Activitats econòmiques
Dels 16 establiments que hi havia el 2007, 2 eren d'empreses de fabricació d'altres productes industrials, 1 d'una empresa de construcció, 9 d'empreses de comerç i reparació d'automòbils, 1 d'una empresa d'hostatgeria i restauració, 1 d'una empresa de serveis, 1 d'una entitat de l'administració pública i 1 d'una empresa classificada com a «altres activitats de serveis».
Dels 5 establiments de servei als particulars que hi havia el 2009, 2 eren tallers de reparació d'automòbils i de material agrícola, 1 guixaire pintor, 1 restaurant i 1 tintoreria.
L'únic establiment comercial que hi havia el 2009 era una botiga de mobles.
L'any 2000 a Lamotte-Warfusée hi havia 10 explotacions agrícoles.

## Equipaments sanitaris i escolars

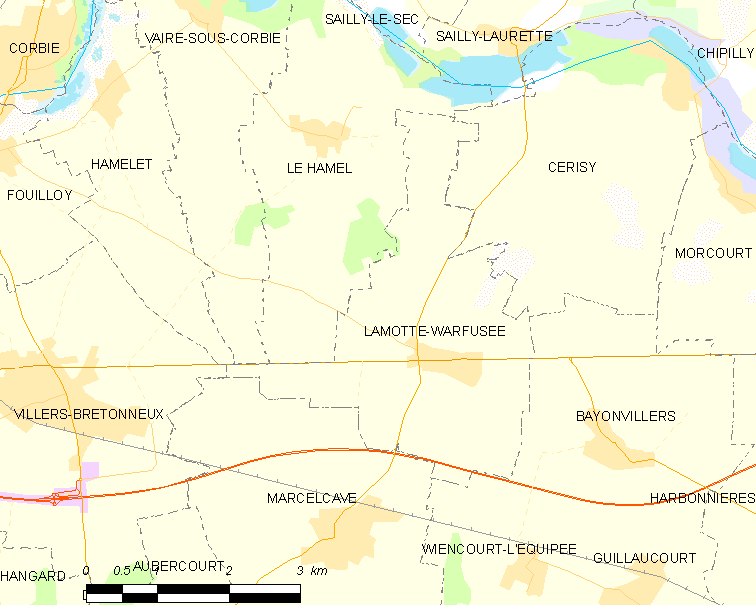
mapa del municipi

El 2009 hi havia una escola elemental integrada dins d'un grup escolar amb les comunes properes formant una escola dispersa.

## Poblacions més properes
El següent diagrama mostra les poblacions més properes.